# Летаргия
Летаргия (от гръцкото léthargos, съставено от léthì, „забрава“, и argós, „бездеен“) е състояние на дълбок и продължителен сън или на безчувственост, която го наподобява. Възниква в резултат на различни причини.
Летаргията в смисъла на зимен сън у някои животни като мечките например е естествено и необходимо за оцеляването сезонно замиране на телесните функции. Медицинското понятие „летаргия“, отнесено към човека, бележи болестното изпадане в безсъзнание или в пълна инерция, настъпващо след стрес, завишени количества алкохол или наркотици и подобни патологични фактори. Състояние на силно намалено ниво на съзнание, характеризиращо се с мълчание, апатия и сънливост.
В преносен смисъл „летаргия“ се употребява като синоним на апатия, незаинтересованост, интелектуално и морално отъпяване и други.